# Sinaasappels van Halfweg
De sinaasappels van Halfweg (The oranges of Halfweg) is een artistiek kunstwerk, staande aan de Mientekade/Houtijkstraat in Halfweg.
Het is een beeld gemaakt door de kunstenaar Mike Pratt, dat geplaatst werd naar aanleiding van de bouw en oplevering van een nieuwbouwwijk in Halfweg. Er werd een prijsvraag uitgeschreven, die Pratt won. De keus voor dit werk kwam van een bewonerscommissie, Ymere en Pieter Heiliegers, burgemeester van Haarlemmerliede en Spaarnwoude. De wethouder cultuur Raymond van Haeften kwam het 27 november 2018 onthullen. 
Het beeld bestaat uit een schilderspalet met aan de bovenrand daarvan een tak van een sinaasappelboom met vier sinaasappels. De sinaasappels staan voor de vruchtbaarheid; het groen voor de groene polders die aan de overzijde van het water liggen.  
Pratt (Seaham, 1987) studeerde tussen 2006 en 2009 Fine arts aan de Northumbria University van 2012 en 2014 aan  De Ateliers in Amsterdam, alwaar hij ook verbleef.

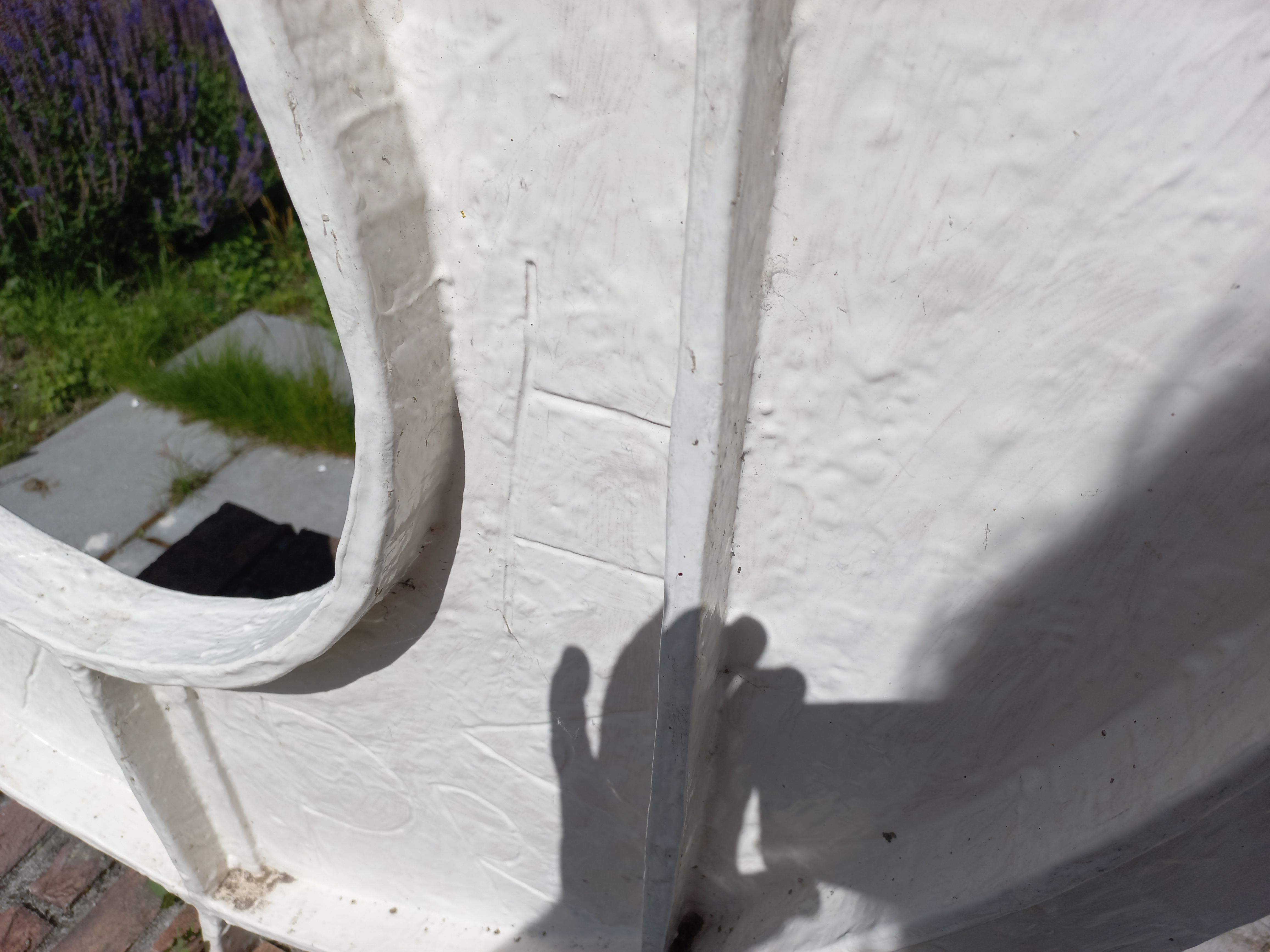
Signatuur (juni 2022)